# Старояшкинська сільська рада
Староя́шкинська сільська рада (рос. Старояшкинский сельский совет) — сільське поселення у складі Грачовського району Оренбурзької області Росії.
Адміністративний центр — село Старояшкино.

## Населення
Населення — 598 осіб (2019; 738 в 2010, 977 у 2002).

## Склад
До складу сільської ради входять:
| Населений пункт   | Населення, осіб (2002) | Населення, осіб (2010) |
| ----------------- | ---------------------- | ---------------------- |
| Кузьминовка, село | 6                      | 5                      |
| Малояшкино, село  | 248                    | 173                    |
| Старояшкино, село | 723                    | 560                    |